# Л’Эгийон
Л’Эгийо́н (фр. L'Aiguillon) — коммуна во Франции, находится в регионе Юг — Пиренеи. Департамент коммуны — Арьеж. Входит в состав кантона Лавлане. Округ коммуны — Фуа.
Код INSEE коммуны — 09003.

## Население
Население коммуны на 2008 год составляло 391 человек.
| 1962 | 1968 | 1975 | 1982 | 1990 | 1999 | 2006 | 2008 |
| ---- | ---- | ---- | ---- | ---- | ---- | ---- | ---- |
| 403  | 372  | 391  | 437  | 480  | 424  | 399  | 391  |

## Экономика
В 2007 году среди 241 человек в трудоспособном возрасте (15—64 лет) 161 были экономически активными, 80 — неактивными (показатель активности — 66,8 %, в 1999 году было 63,0 %). Из 161 активных работали 135 человек (76 мужчин и 59 женщин), безработных было 26 (9 мужчин и 17 женщин). Среди 80 неактивных 15 человек были учениками или студентами, 30 — пенсионерами, 35 были неактивными по другим причинам.

## Фотогалерея

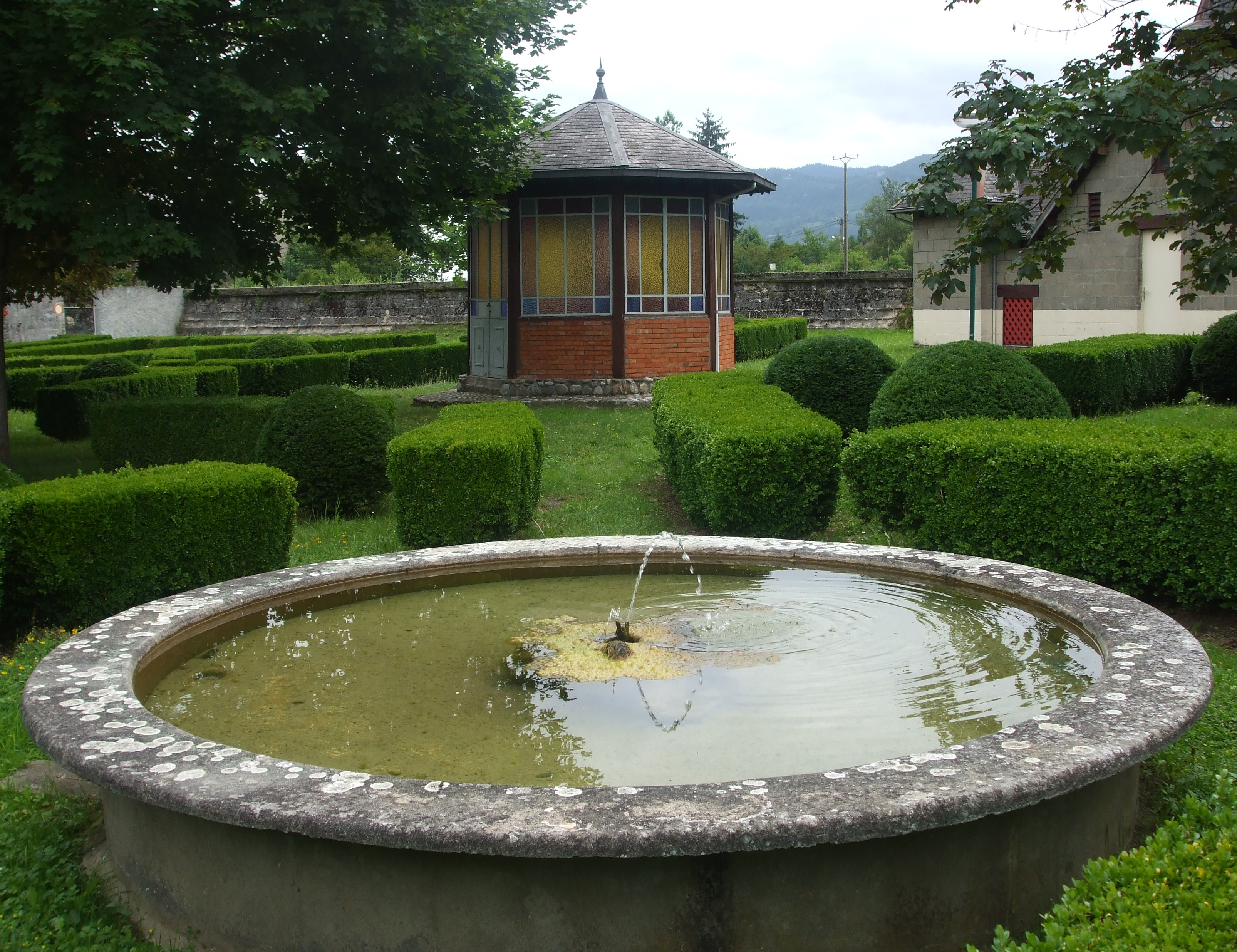
Сад
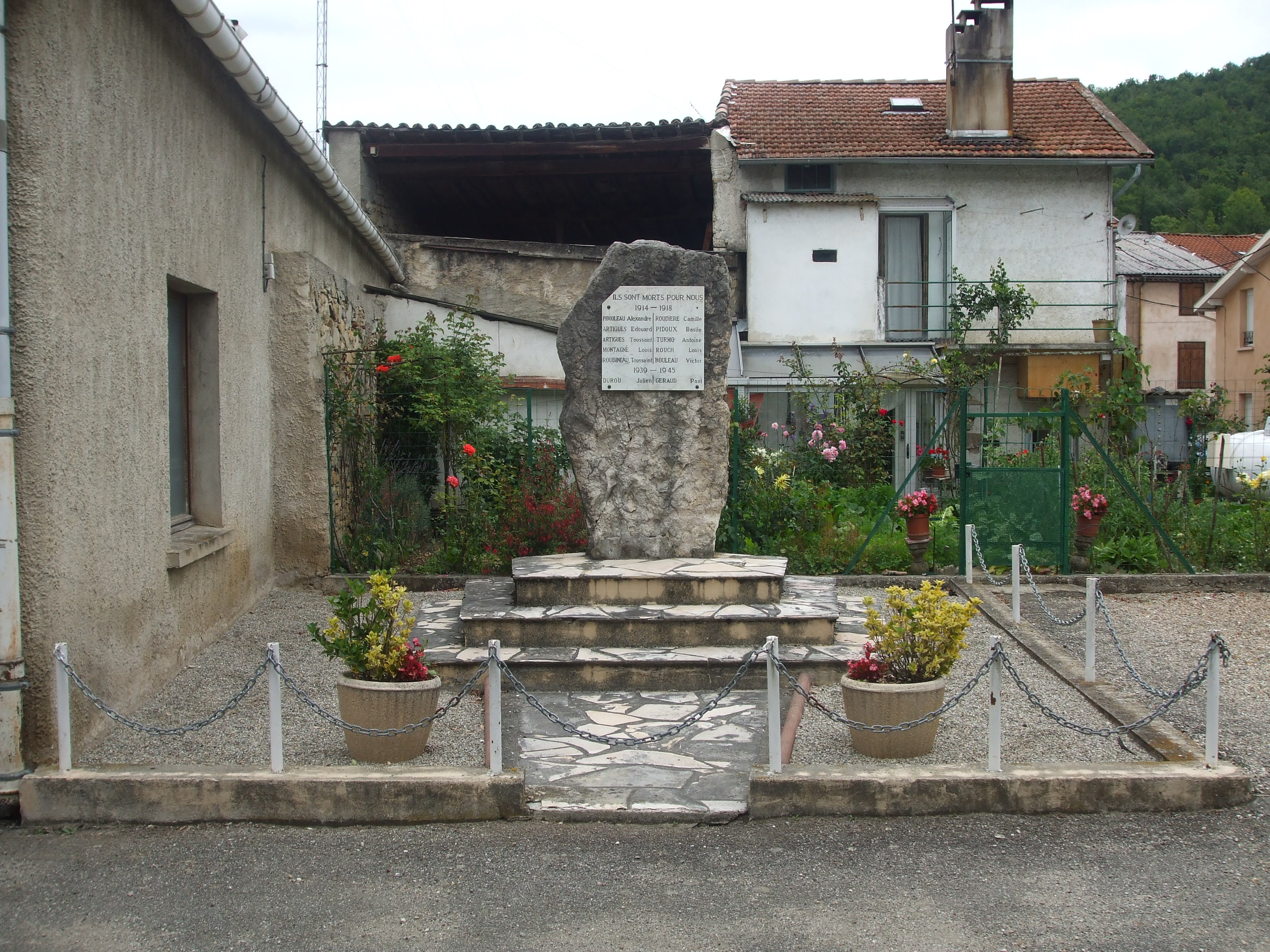
Военный монумент
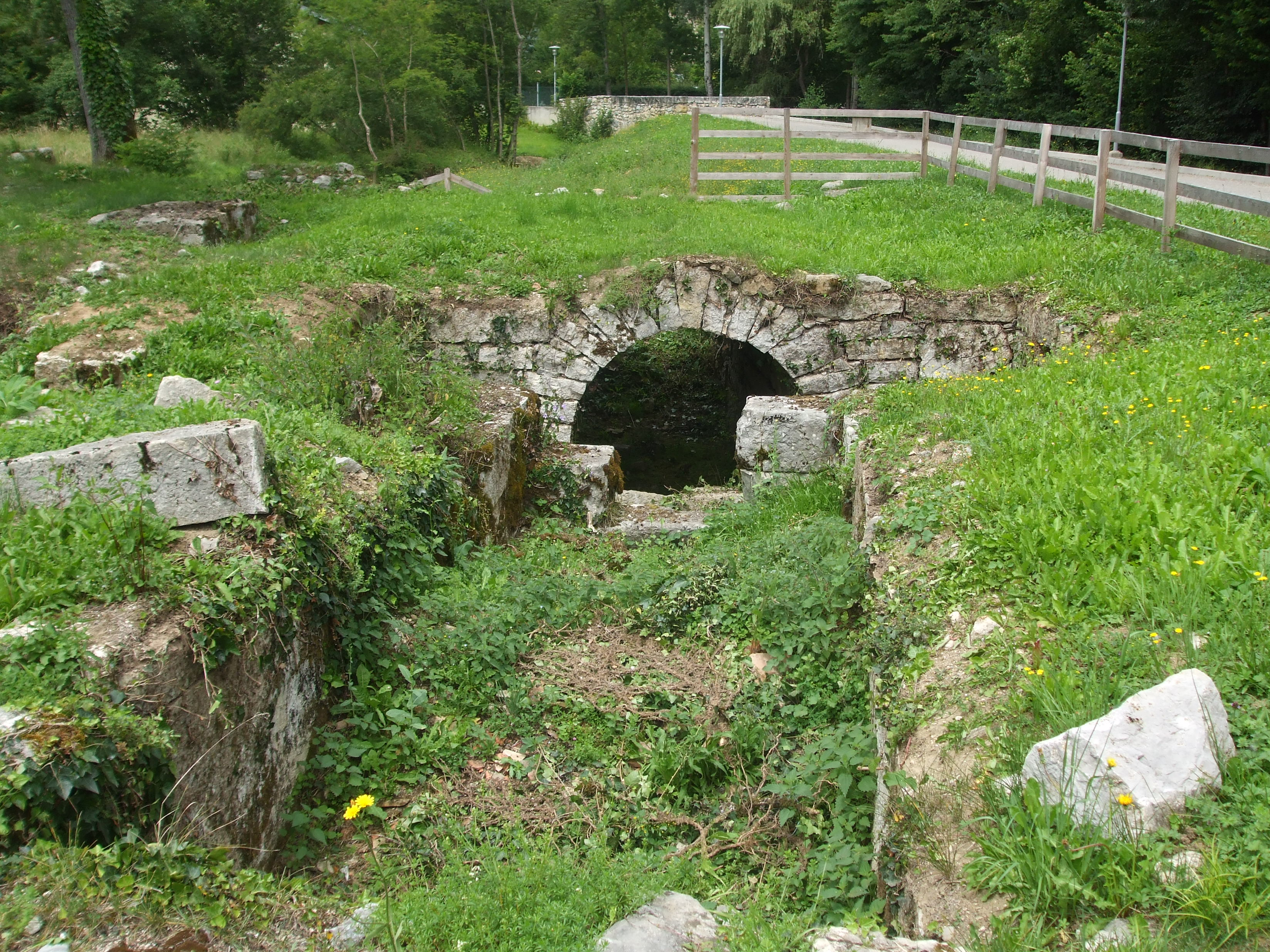
Руины мельницы